# Dougong

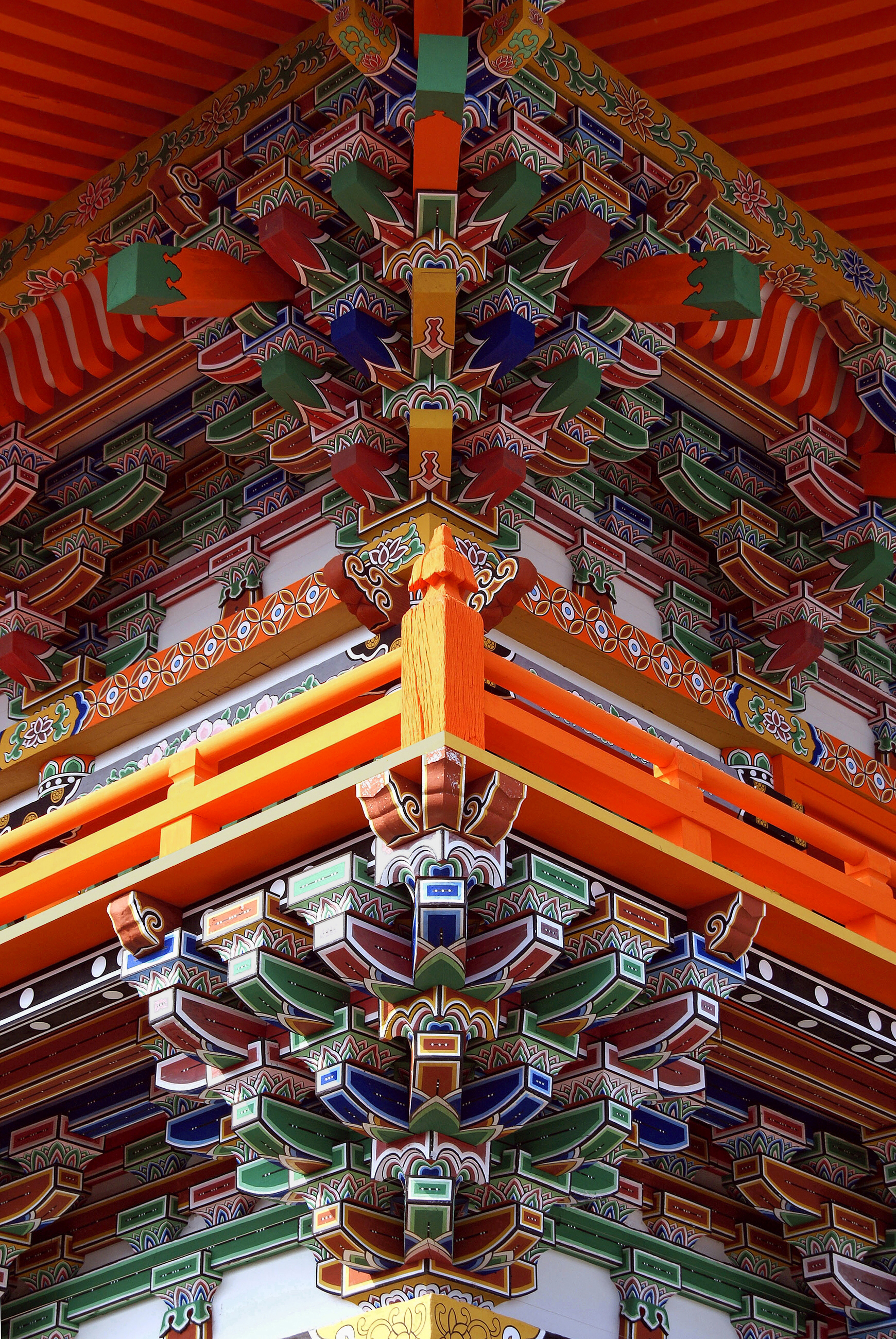
Dougong colorido no chamado Templo Sagami.

O dougong (em chinês:  斗拱) é um elemento estrutural único que emerge a partir da intersecção de dois ou mais suportes de madeira. É um dos elementos mais característicos da arquitectura tradicional chinesa, japonesa e coreana. A utilização de dougong surgiu na Ásia pela primeira vez em edifícios pouco antes da era cristã e evoluiu para uma rede estrutural que juntou os pilares à borda do telhado de cada edifício. O dougong foram amplamente utilizados na China antiga, durante o período chamado de Período das Primaveras e Outonos (770-476 AEC) e desenvolveu um conjunto complexo de peças intersectadas umas nas outras, especialmente em períodos Tang e Sung. As peças encaixam-se sem qualquer elemento auxiliar (como cola ou pregos) dependendo única e exclusivamente do trabalho preciso e detalhado do carpinteiro. Decorridos da Dinastia Sung, os suportes ocuparam um lugar de maior ornamento do que propriamente estrutural nos edifícios aúlicos e religiosos, alterando a forma tradicionalmente empregue nas suas origens.